# 島根半島

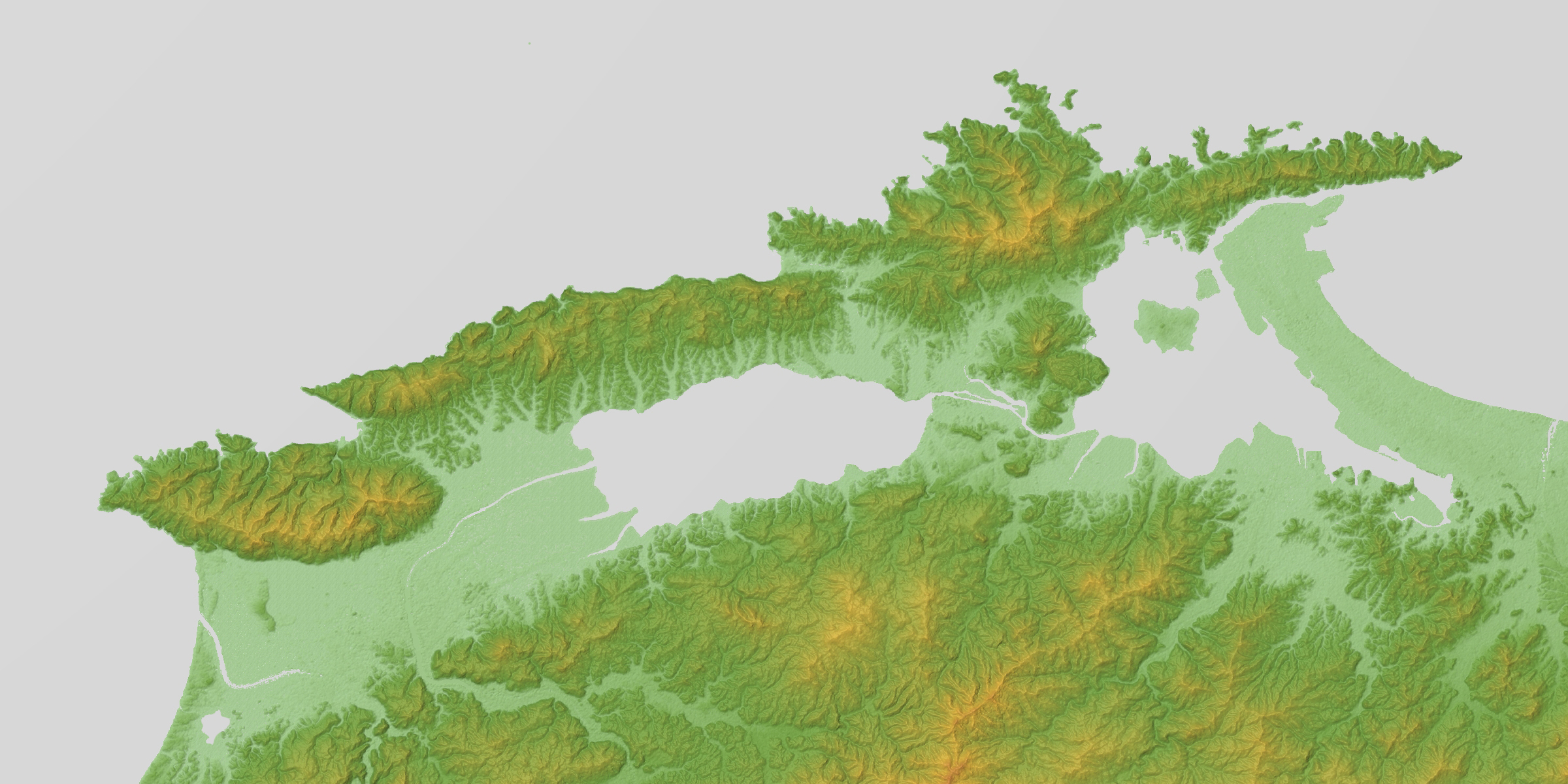
島根半島の地形図

島根半島（しまねはんとう）は、島根県の北東に位置し、北側を日本海、東側を美保湾、南側を中海・宍道湖、西側を大社湾に囲まれた半島。島根県の「島根地域半島振興計画」では松江市の一部（旧鹿島町、旧島根町、旧美保関町、旧八束町の区域）、出雲市の一部（旧平田市、旧大社町の区域）としている。

## 地理
出雲市大社の日御碕から松江市美保関の地蔵崎に至る東西65km、南北15 - 20kmの半島である。東西方向に脊陵となる北山山地が伸びており、その北側には平野部は少ない。島根半島の沿岸や沖合は変化に富む海底地形となっており天然礁の点在する好漁場である。北山山地の南側の地域は斐伊川や神戸川によって形成された平野となっており農業地帯となっている。

## 自然

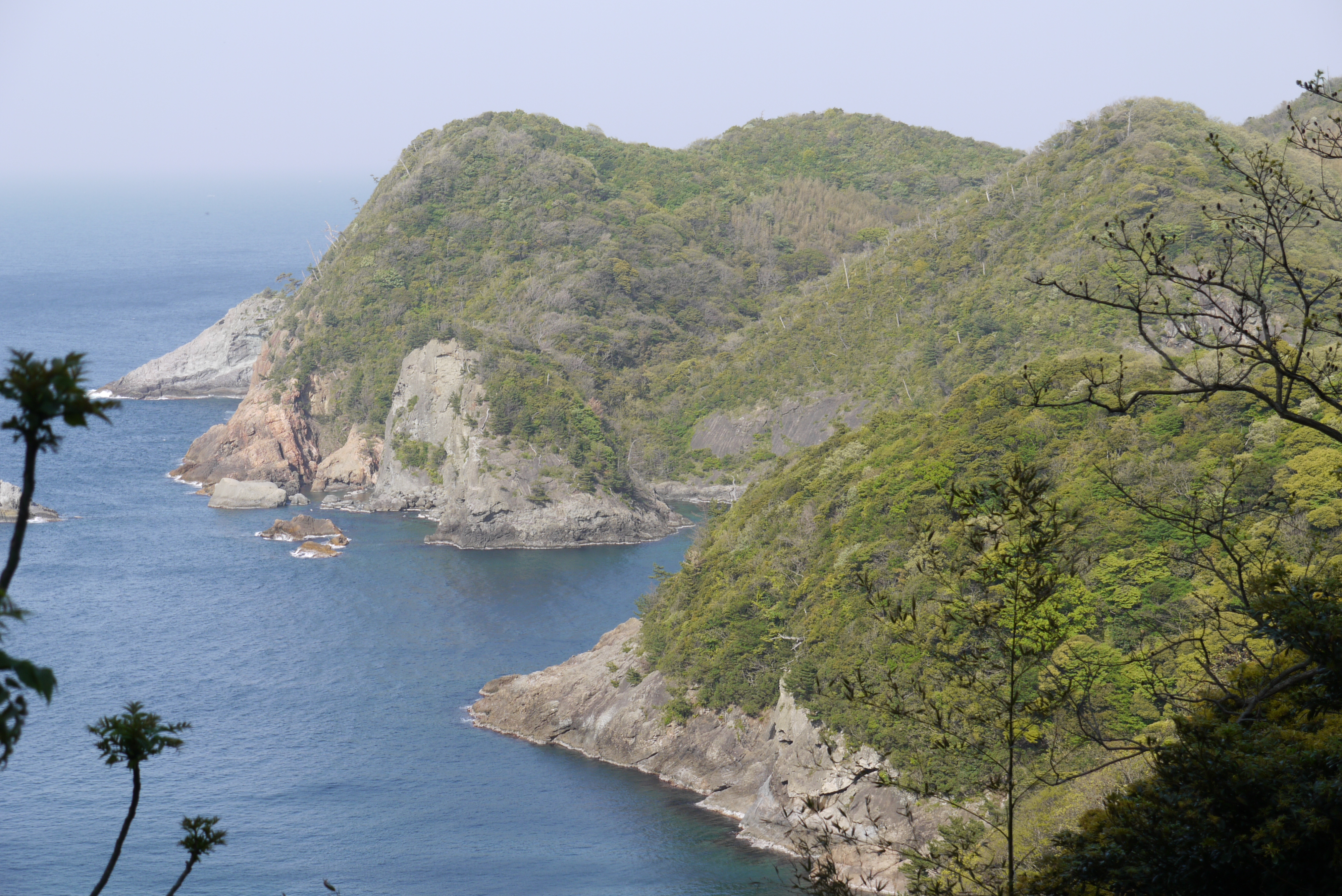
島根半島北岸（松江市美保関町）

半島の沿岸部はリアス式海岸となっているほか、北山山地や宍道湖などがあり、大山隠岐国立公園や宍道湖北山県立自然公園、さらに国立公園の海域内には海中公園地区が指定されている。
また、半島には出雲砂質海岸や中海水鳥渡来水域、ホンシュウジカ生息地などがある。
ニホンアシカなど多数の生物が生息していた。

## 文化
一帯は出雲信仰と相俟って、古くから信仰の地としても著名である。特に美保神社、出雲大社を始め、日御碕神社、佐太神社など出雲信仰にまつわる古社が多い。さらに島根半島自体も、その成り立ちが国引き神話として語られている。
他には山陰有数の名刹である鰐淵寺、華蔵寺、目に御利益があるという一畑寺などがある。